# 理查德·萨瑟兰

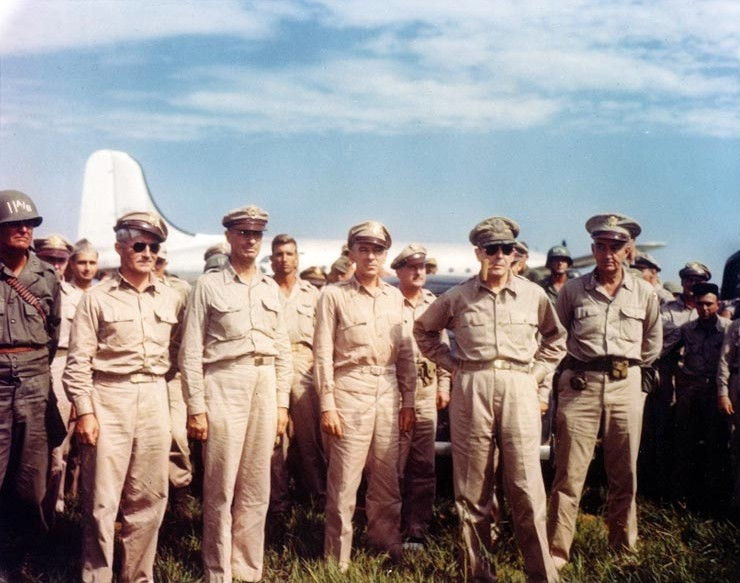
萨瑟兰（中）与麦克阿瑟在日本，摄于1945年

理查德·克伦斯·萨瑟兰（英語：Richard Kerens Sutherland，1893年11月27日—1966年6月25日）是美国陆军的一名中将，在第二次世界大战的西南太平洋战场中担任道格拉斯·麦克阿瑟五星上将的参谋长。麦克阿瑟将军非常赞赏他的精明强干和办事能力。
1941年12月7日，偷襲珍珠港的消息傳到菲律賓，遠東航空隊指揮官劉易斯·H·布里爾頓要求按照橘色戰爭計畫空襲台灣，被薩瑟蘭拒絕，結果日軍飛機從台灣起飛空襲菲律賓，遠東航空隊的飛機在菲律賓戰役的第一天就在地面上被空襲摧毀過半，導致盟軍在戰役初期就喪失制空權。
1. ↑  John T. Correll. . Air & Space Forces Magazine. 2007-12.